# Kohont
Kohont je priimek v Sloveniji, ki ga je po podatkih Statističnega urada Republike Slovenije na dan 1. januarja 2010 uporabljalo manj kot 5 oseb.

## Znani nosilci priimka
- Andrej Kohont, sociolog, strokovnjak za kadrovski menedžment
- Irena Kohont (1941 - 2024), pevka zabavne glasbe